# Des vacances en or
Pour plus de détails, voir Fiche technique et Distribution.
Des vacances en or est un film franco-espagnol réalisé par Francis Rigaud et sorti en 1970.

## Synopsis
Deux amis parisiens inséparables décident d'aller ensemble en vacances à Palma, mais la villa qu'ils ont loué est déjà occupée par des individus au comportement étrange.

## Fiche technique
- Titre anglais : Hurrah for Adventure!
- Réalisation : Francis Rigaud
- Scénario : Francis Rigaud, Jacques Vilfrid, Claude Viot
- Musique : Gregorio García Segura
- Image : Juan Gelpí
- Production :  Caroline Films, DIA P.C., Films Borderie
- Lieu de tournage : Espagne
- Montage : Gilbert Natot
- Durée : 90 minutes
- Date de sortie : France : 1er juillet 1970
- Affiche : Jouineau Bourduge (France)

## Distribution
- Roger Pierre : Alexandre
- Jean-Marc Thibault : Philippe
- André Pousse : Constant
- María José Alfonso : Sophie
- Nathalie Courval : Caroline
- La Polaca : Juanita